# Mobula japanica
Mobula japanica е вид хрущялна риба от семейство Орлови скатове (Myliobatidae). Видът е почти застрашен от изчезване.

## Разпространение и местообитание
Разпространен е в Австралия (Куинсланд и Нов Южен Уелс), Бангладеш, Бразилия, Виетнам, Гватемала, Еквадор, Йемен, Индия, Индонезия, Камбоджа, Китай, Колумбия, Коста Рика, Кот д'Ивоар, Мексико, Мианмар, Никарагуа, Нова Зеландия, Оман, Пакистан, Панама, Перу, Провинции в КНР, Салвадор, САЩ (Калифорния и Хавайски острови), Северна Корея, Сомалия, Тайван, Тайланд, Тувалу, Фиджи, Филипини, Хондурас, Шри Ланка, Южна Африка, Южна Корея и Япония.
Обитава крайбрежията на океани, морета, заливи и рифове в райони с тропически, умерен и субтропичен климат.